# Demon
Demon (grč. δαίμων, daimon) je bestjelesno mitološko biće za koje se u staroj Grčkoj držalo da donosi inspiraciju i znanje kao posrednik između bogova i čovjeka. Kasnije se, dolaskom kršćanstva, demon počeo držati za zlo biće koje želi odvesti čovjeka na krivi put, dalje od Boga. Demone su također zvali vragovima ili palim anđelima. Demonski zavodnici žena zvali su se incubi; muškaraca succubi. Potomke incubi-demona i žena smatralo se vješticama.

## Etimologija
U drevnoj Grčkoj riječ daimon (δαίμων) označavala je duha općenito da bi se s vremenom počela koristiti u današnjem smislu u značenju "zlog duha".

## Tradicija
U Knjizi postanka čitamo o anđelima koji opće s "ljudskim kćerima". Mitovi drevne Grčke i Rima izvještavaju o bogovima koji se prikazuju ženama kao bikovi, ili labudovi ili zlatna kiša i u tom obliku ih oplođuju. U jednoj ranoj kršćanskoj tradiciji, filozofija ne proizlazi iz ljudskog genija nego od demonskih spletki, od palih anđela koji odaju nebeske tajne svojim ljudskim bračnim drugovima. Izvještaji sa sličnim elementima pojavljuju se u svim svjetskim kulturama. Usporedno s incubima pojavljuju se arapski džini, grčki satiri, hinduistički bhut-i, samoanski hotua poro-i, keltski dusii i mnogi drugi. U jednoj epohi opsjednutoj demonima, bilo je lako demonizirati one kojih se bojimo ili ih mrzimo. Tako se govorilo da je Merlinov otac incubus. Isto se govorilo za Platona, Aleksandra Velikog, Augusta i Martina Luthera. Povremeno cijele narode - na primjer Hune ili stanovnike Cipra - njihovi neprijatelji optuže da njima gospodare demoni.
U talmudskoj tradiciji arhetipni succubus je Lilith, koju je Bog stvorio iz prašine, zajedno s Adamom. Ona je istjerana iz Raja zbog neposlušnosti - i to ne Bogu, nego Adamu. Sve otada, ona provodi svoje noći zavodeći Adamove potomke. U drevnoj iranskoj i mnogim drugim kulturama, vjerovalo se da noćne izljeve sjemena prouzročuju succubi.

## Povijest

### Antička Grčka
Vjera u demone je bila proširena u starom svijetu. O njima se mislilo više kao o prirodnim nego natprirodnim bićima. Hesiod ih često spominje. Sokrat je opisivao svoju filozofsku inspiraciju kao djelo osobnog, dobroćudnog demona.
Platon, najčuveniji Sokratov učenik, pripisivao je veliku ulogu demonima: "Niti jedna ljudska priroda ojačana velikim moćima nije u stanju srediti ljudske poslove" rekao je "a da ne bude preplavljena drskošću i krivnjom..."
Ne dajemo govedu da bude gospodar goveda, ili kozi da gospodari kozama, nego smo mi nadmoćna rasa koja njima vlada. Na sličan način Bog, u svojoj ljubavi spram čovječanstva, nad nas postavlja demone, koji su nadmoćna rasa, i oni se s velikom lakoćom i užitkom za sebe, a i ništa manje za nas, brinu o nama i daju nam mir, poštovanje, red i pravdu, nikad ne zakažu i čine ljudska plemena sretnima i ujedinjenima.
On je čvrsto poricao da su demoni izvor zla, i prikazao je Erosa, čuvara seksualnih strasti kao demona, a ne boga, "koji nije ni smrtan ni besmrtan, ni dobar niti zao." Ali svi kasniji platonisti, uključujući neoplatoniste koji su snažno utjecali na kršćansku filozofiju, smatrali su da su neki demoni dobri a neki zli. Njihalo se ljuljalo. Aristotel, čuveni Platonov učenik, ozbiljno je razmatrao ideju da su snovi djelo demona. Plutarh i Porfirije smatrali su da demoni, koji nastanjuju gornji zrak, dolaze s Mjeseca.

### Kršćanstvo
Rani crkveni oci, unatoč tome što su upijali neoplatonizam iz kulture koja ih je okruživala, žudjeli su za time da se odvoje od "poganskih" sustava vjerovanja. Naučavali su da sve poganske religije štuju demone i ljude, i oboje pogrešno shvaćaju kao bogove. Kada se Sv. Pavao žalio (u Efežanima VI, 12) o zloći na visokim mjestima, on nije mislio na korumpiranost vlasti, nego na demone koji žive na visokim mjestima: Jer mi se ne borimo protiv krvi i mesa, nego protiv kneževina, protiv sila, protiv vladara svjetske tame, protiv duhovne zloće na visokim mjestima.
Otpočetka, puno se više mislilo pod pojmom demona, negoli što podrazumijeva poetska metafora o zlu u ljudskim srcima.
Sv. Augustin (354. – 430.) je bio jako uznemiren demonima. On navodi pogansko mišljenje koje je prevladavalo u njegovo doba: "Bogovi zauzimaju najviša područja, ljudi najniža, a demoni srednja područja... Oni imaju besmrtnost tijela, ali strasti su im zajedničke s ljudima." U Knjizi VIII Božje države (otpočete 413.), Augustin upija ovu drevnu tradiciju, zamjenjuje bogove Bogom, demonizira demone, tvrdeći da su svi, bez iznimke, zli. Oni nemaju nikakvih vrlina. Oni su izvor svog duhovnog i materijalnog zla. On ih zove "zračnim životinjama... koje žude nanositi zlo, kojima je potpuno tuđa pravednost, koji su natečeni od ponosa, blijedi zbog zavisti, vješti u zavođenju."
Oni mogu tvrditi da nose poruke između Boga i čovjeka, prerušavajući se u božje anđele, ali ovo držanje je zamka kojom nas pokušavaju namamiti u vlastitu propast. Oni mogu poprimiti svaki oblik, I znaju mnogo stvari - "demon" znači "znanje" na grčkom - posebice o materijalnom svijetu. Ma koliko bili inteligentni, nemaju milosti. Oni vrebaju "uhvaćene i prevarene duhove ljudi" pisao je Tertulijan "prebivaju u zraku, zvijezde su im susjedi, saobraćaju s oblacima."

### Srednji vijek
U 11. stoljeću, utjecajni bizantski teolog, filozof i sumnjivi političar, Mihael Psellus, opisao je demone ovim riječima:
"Ove životinje žive u našem vlastitom životu, koji je pun strasti, jer oni su prisutni većinom u strastima, a njihovo prebivalište je materija, a takav im je i položaj i stupanj. Iz tog razloga i oni su podložni strastima i čvrsto su uz njih vezani."
Neki Richalmus, opat Schoenthala, oko 1270. godine napisao je cijelu raspravu o demonima, bogatu iskustvom iz prve ruke: on vidi (ali samo kada su mu oči čvrsto zatvorene) bezbrojne zlobne demone koji zuje oko njegove glave poput zrnaca prašine - a i svih drugih ljudskih glava.
Unatoč učestalim valovima racionalističkih perzijskih, židovskih, kršćanskih i muslimanskih nazora na svijet, unatoč revolucionarnom socijalnom, političkom i filozofskom vrenju, postojanje, velik dio karaktera, pa čak i ime demona nije se izmijenilo od Hesioda do križarskih ratova.

### Kuliminacija straha od demona
Opsjednutost demonima počela je dosizati vrhunac kada je, u svojoj čuvenoj Buli iz 1484., papa Inocent VIII. objavio:
"Došlo je do naših ušiju da pripadnici oba spola ne izbjegavaju odnose sa zlim anđelima, incubima i succubima, i da uz pomoć njihovih vradžbina, i čarolija, bajanja, čini i zazivanja, guše, istrebljuju i uništavaju ženski porod."
Isto tako, oni stvaraju brojne druge nevolje. Ovom bulom Inocentije je otpočeo sa sustavnim optuživanjem, mučenjem i smaknućima bezbrojnim "vještica" po cijeloj Europi. One su bile krive zbog, kako je to Augustin opisao, “zločinačkog miješanja s nevidljivim svijetom”.
Unatoč tome što je Bula spominjala "pripadnike oba spola", nije iznenađujuće što su smaknute bile većinom djevojke i žene.
Mnogi vodeći protestanti narednih stoljeća, unatoč svojim razlikama spram katoličke crkve, prihvatili su gotovo identične poglede. Čak i humanisti poput Desideriusa Erasmusa i Thomasa Moorea vjerovali su u vještice. "Napuštanje čarolija" rekao je Johne Wesley, utemeljitelj metodizma "je u biti napuštanje Biblije". William Blackstone, čuveni pravnik, tvrdio je u svojim Komentarima engleskih zakona (1765.):
"Nijekati mogućnost, a kamoli postojanje čarobnjaštva i vještica je izravno kontradiktorno Božjoj riječi u raznim paragrafima i Starog i Novog zavjeta."

### "Prepoznavanje" demona u čovjeku
Papa je zadužio Kramera i Sprengera da napišu preglednu analizu, koristeći se svim akademskim oružjem kasnog 15. stoljeća. Uz pomoć iscrpnih citata iz Biblije, iz djela starih i novih učenjaka, oni su stvorili Malleus Maleficarum (Malj za vještice), ispravno opisan kao jedan od najužasnijih dokumenata ljudske povijesti. Thomas Ady, u Svijeći u mraku, osudio ga je kao "skup zlobnih doktrina i izuma", "stravičnih laži i nemogućih stvari", koji služi da bi se prikrila "njihova besprimjerna okrutnost od ušiju svijeta." Ono na što se Malleus zapravo svodi je da ako si optužen za čarolije, onda si vještica. Mučenje je nepogrešivo sredstvo za demonstraciju ispravnosti optužbe. Optuženi nema nikakvih prava. Ne postoji mogućnost suočavanja s tužiteljima. Malo je pažnje poklonjeno mogućnosti da je optužba podignuta iz nečasnih motiva - recimo, zbog osvete ili ljubomore, ili pohlepe inkvizitora koji su u vlastitu korist rutinski konfiscirali imovinu optuženih. Ovaj tehnički priručnik za mučitelje također sadrži i metode kažnjavanja sračunate da oslobode demone iz tijela žrtve prije no što je proces "ispitivanja" ubije. S Malleusom u ruci, i zajamčenim papinim hrabrenjem, inkvizitori su se počeli pojavljivati po cijeloj Europi.
Inkvizitori su zapošljavali tragače za vješticama, takozvane "ubadače", koji su primali zgodnu premiju za svaku djevojku ili ženu koju bi predali na smaknuće. Nisu imali nikakva razloga da budu oprezni u svojim optužbama. Obično su tragali za "vražjim znakovima" - ogrebotinama ili madežima - koji, nakon uboda iglom niti bole niti krvare. Jednostavan trik šakom često je prikazivao iglu kako tobože duboko prodire u vještičino tijelo. Kada nije bilo "vidljivih znakova" bili su dostatni i "nevidljivi". Pod vješalima, jedan je "ubadač" priznao da je doveo do smrti dvijestotine dvadeset žena u Engleskoj i Škotskoj, za dobit od dvadeset šilinga po komadu".

## Demoni danas
U naše vrijeme, vještice i zlodusi se nalaze kao pojava u dječjim pričama, istjerivanje demona se još uvijek provodi u rimokatoličkoj i drugim crkvama, a zastupnici nekog kulta još uvijek optužuju za čarobnjaštvo ritualne običaje drugih kultova. Još uvijek koristimo riječ "pandemonij" (doslovce, svi demoni).
Više od pola Amerikanaca izjavljuje u anketama da "vjeruje" u postojanje Đavla, a deset posto kaže da je komuniciralo s njim, kao što je to redovito govorio i Martin Luther. U "priručniku za duhovno ratovanje" iz 1992. godine Rebecca Brown nas obavještava da pobačaj i izvanbračni seks "gotovo uvijek završe u demonskoj zarazi"; da su meditacija, joga i ratne vještine smišljene zato da bi nedužni kršćani bili zavedeni da služe demonima; i da rock muzika nije "nastala samo tako" nego da je to bio pažljivo zamišljen plan samog Sotone. Ponekad "su vaši voljeni demonski vezani i zaslijepljeni". Demonologija je još i danas dio i prateći element mnogih iskrenih religija.

## Vanjske poveznice
- Demoni na ezoterica.net